# Tymovskij rajon
Il Tymovskij rajon (in russo Тымовский городской округ?) è un rajon dell'Oblast' di Sachalin, nell'Estremo oriente russo. Istituito nel 1963, ha come capoluogo Tymovskoe, ricopre una superficie di 6.312,7 km2 ed ospitava nel 2010 una popolazione di circa 17.500 abitanti.